# Nico Schrijver
Nicolaas Jan (Nico) Schrijver (Warmenhuizen, 21 mei 1954) is een Nederlands emeritus-hoogleraar volkenrecht en internationaal recht, en voormalig staatsraad en politicus namens de Partij van de Arbeid. Sinds juli 2024 is hij tijdelijk voorzitter van het College voor de Rechten van de Mens.
Schrijver was als hoogleraar internationaal publiekrecht verbonden aan de Universiteit Leiden en was ook gasthoogleraar aan de Université libre de Bruxelles (ULB). Hij was eerder hoogleraar aan de Vrije Universiteit in Amsterdam en docent aan het Institute of Social Studies in Den Haag. In 2008 werd hij gekozen als lid van een van de mensenrechtencomités van de Verenigde Naties. Schrijver had zitting in de Commissie-Davids. Van 7 juni 2011 tot 1 september 2017 was hij lid van de Eerste Kamer, en vicevoorzitter van de PvdA-fractie. Per 1 september 2017 werd de Oegstgeester benoemd tot staatsraad bij de Afdeling advisering van de Raad van State. Schrijver is tevens voorzitter van het Institut de Droit International. Op 28 december 2020 werd hij door de Europese Unie en het Verenigd Koninkrijk benoemd tot lid van het arbitragepanel dat bevoegd is om geschillen te beslechten over het Terugtrekkingsakkoord EU-VK.